# Wielka Ostryszniańska
Wielka Ostryszniańska – najwyższa ze skał w Wąwozie Ostryszni na Wyżynie Olkuskiej będącej częścią Wyżyny Krakowsko-Częstochowskiej. Wąwozem obok skały prowadzi czarny szlak turystyczny z Imbramowic (parking w centrum wsi) do Glanowa. 
Wielka Ostryszniańska znajduje się w zachodniej części grupy skał. Pomiędzy nią a skałą Fortepian bardzo stromo w górę zbocza pnie się rozjeżdżona droga leśna. Wielka Ostryszniańska to zbudowana z twardych wapieni skalistych skała o wysokości do 18–20 m, ścianach połogich, pionowych lub przewieszonych z zacięciem, filarem i kominem. Uprawiana jest na niej wspinaczka skalna. Jest  10 dróg wspinaczkowych o trudności od V- do VI.2 w skali Kurtyki. Na wszystkich, poza drogą nr 4, zamontowano stałe punkty asekuracyjne – ringi i stanowiska zjazdowe. Skała znajduje się w lesie, ściany wspinaczkowe o wystawie zachodniej i południowej.

## Drogi wspinaczkowe
1. Profesor Taratoga; VI.1,
2. Ijon Tichy; VI.2,
3. Teohiphip; V+,
4. Ostryszniańska rysa; V-,
5. Lewa droga Freusa; V,
6. Prawa droga Freusa; VI,
7. Ostryszniański filar; VI,
8. Prostowanie dzienników gwiazdowych; IVI.1,

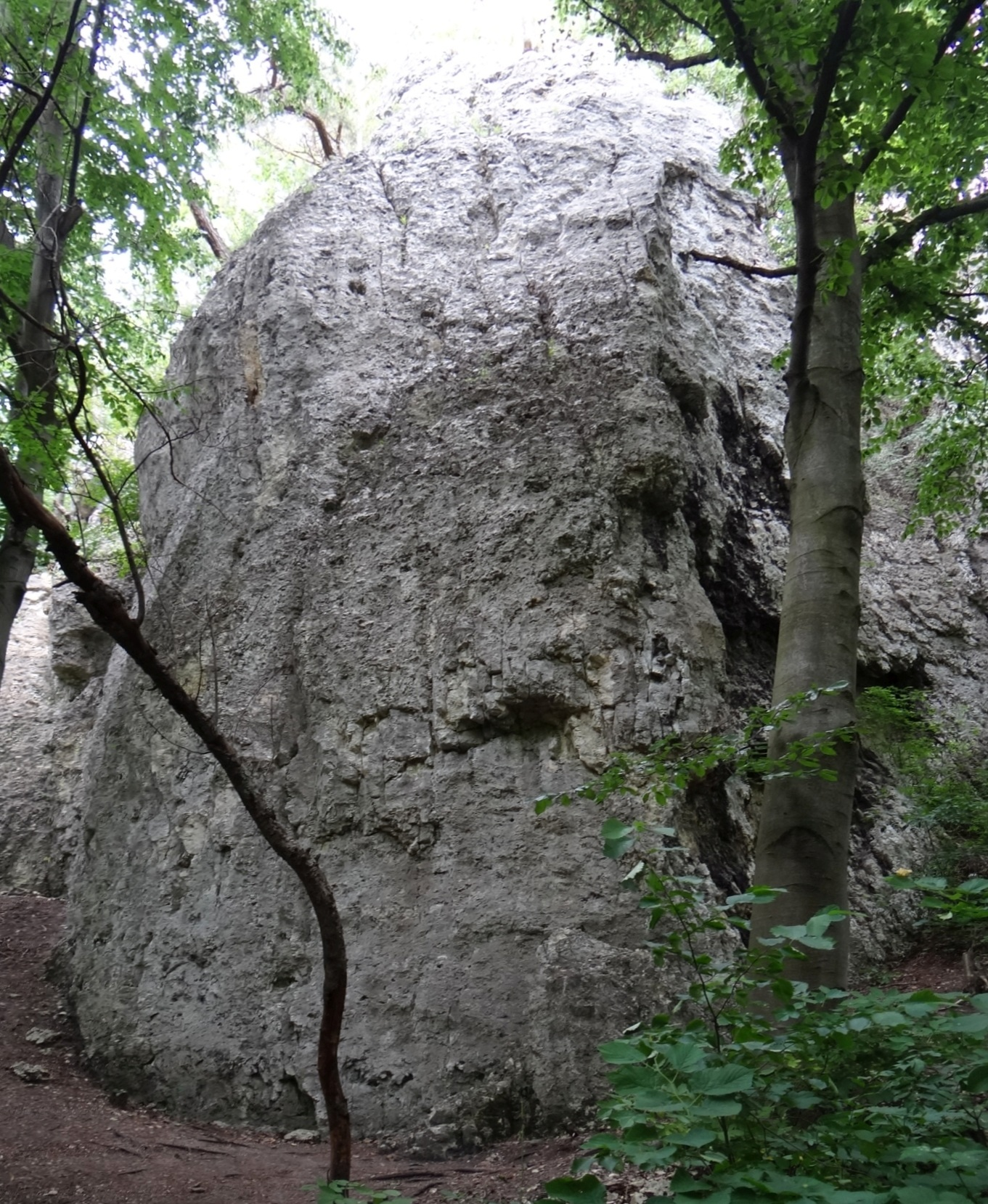
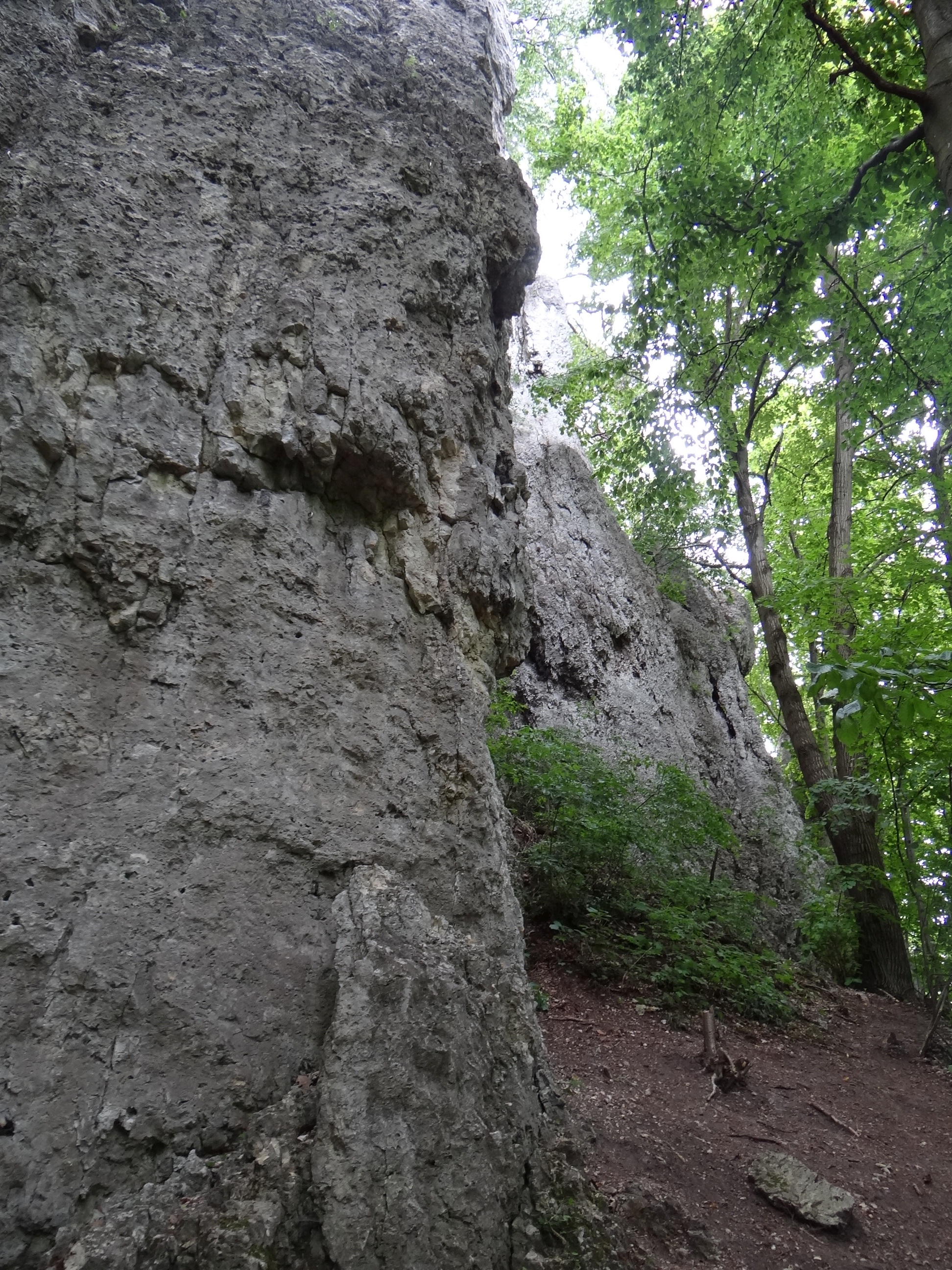
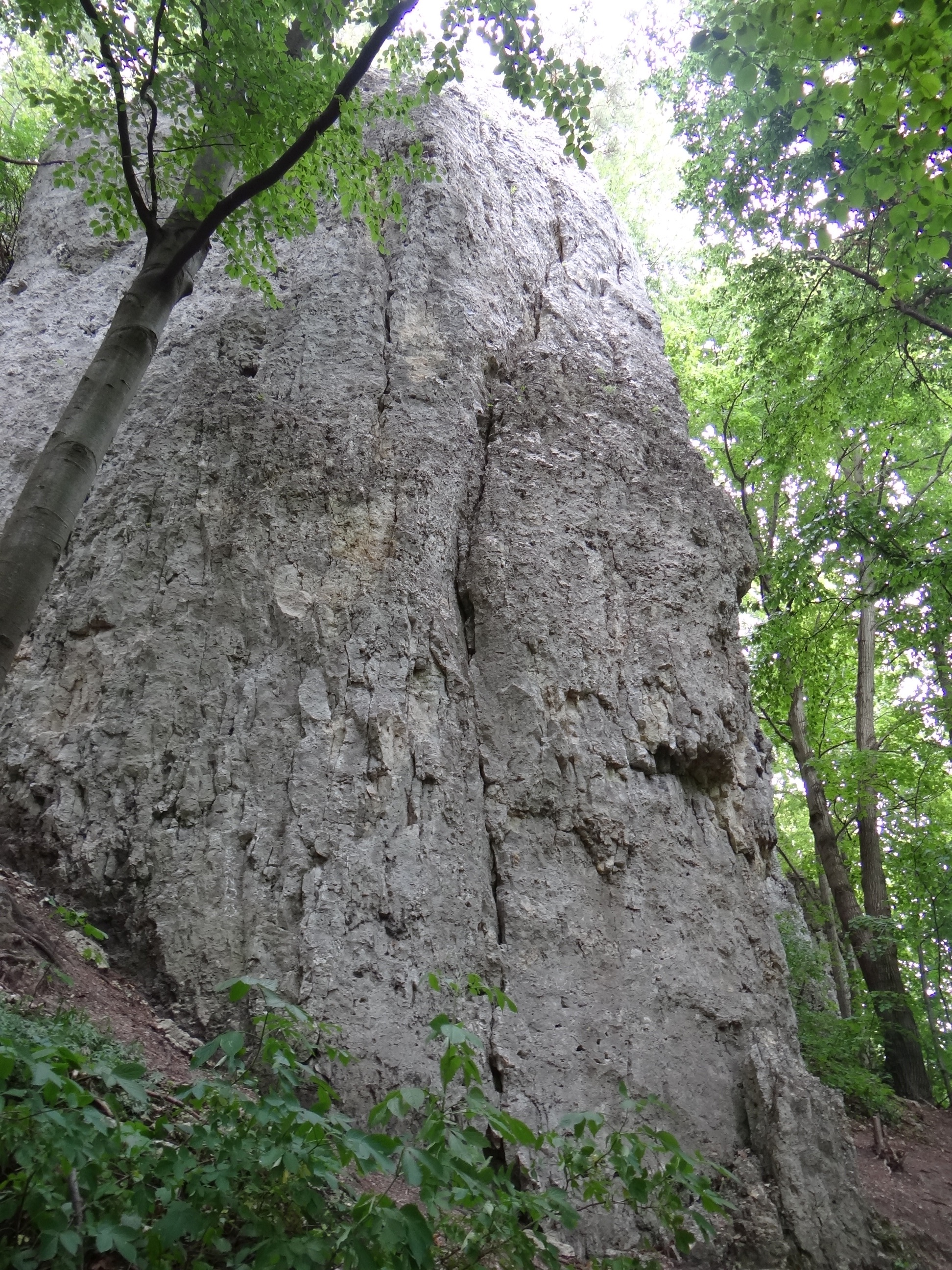
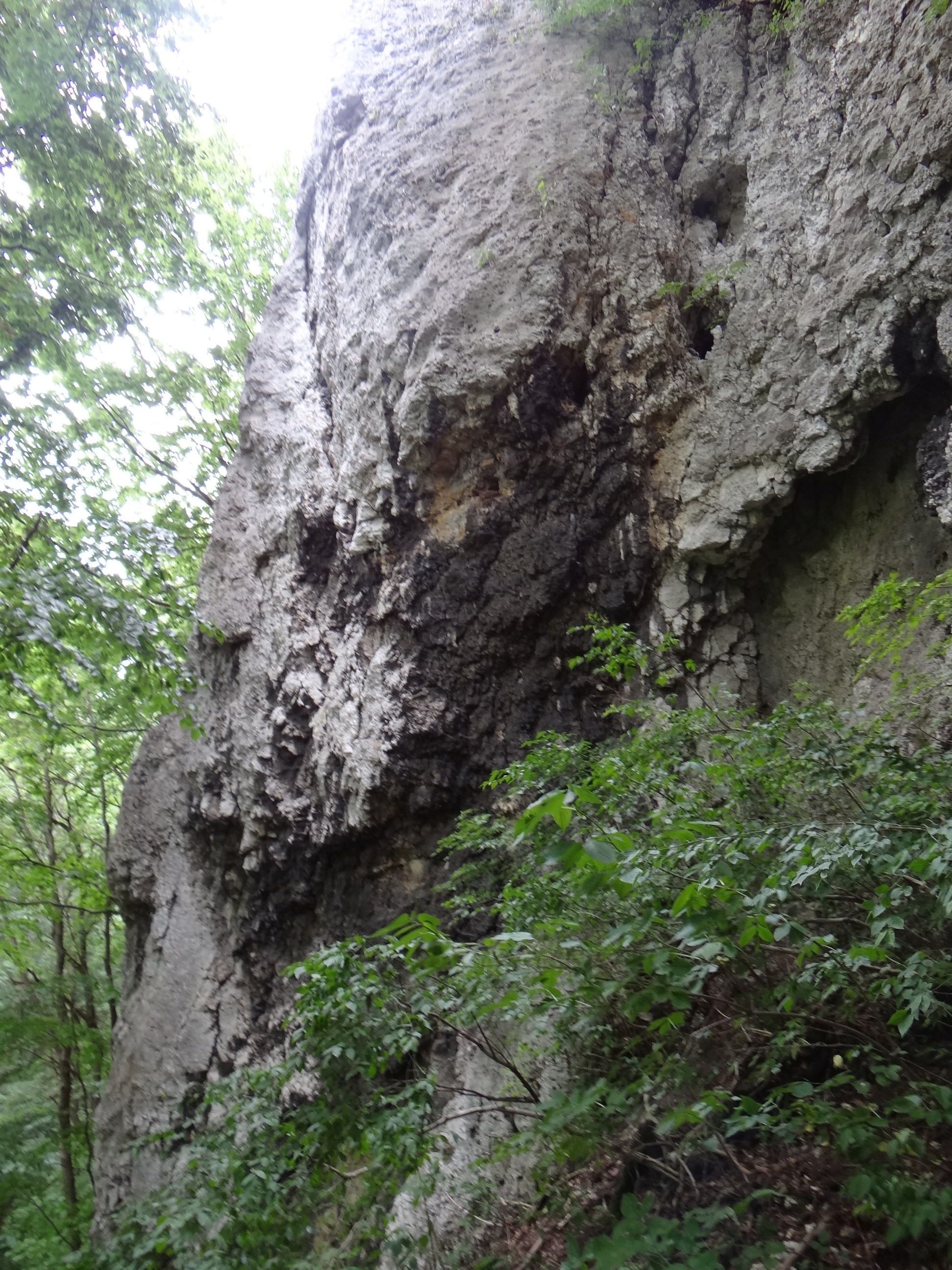

9. Dzienniki gwiazdowe; VI-,
10. Kongres futurologiczny; VI-[3].